# Resolución 1976 del Consejo de Seguridad de las Naciones Unidas
La resolución 1976 del Consejo de Seguridad de las Naciones Unidas, aprobada por unanimidad el 16 de abril de 2011, abordó el problema de la piratería en Somalia reafirmándose en especial en las resoluciones anteriores número 1918 (2010) y 1950 (2010).
El Consejo de Seguridad respaldó la idea de crear tribunales especializados para juzgar actos piráticos, tanto en la propia Somalia como en los países de la región. Se destacó la necesidad de que todos los Estados miembros, especialmente los ribereños de la región, criminalizaran la piratería contemplándola en sus respectivas legislaciones nacionales y promovieran la investigación y el enjuiciamiento de aquellas personas que "financiaran, organizaran o se beneficiaran de los ataques de piratería frente a la costa somalí". Se requirió al Secretario General a informar en los dos meses siguientes sobre la viabilidad de los mecanismos jurídicos existentes.
La resolución 1976 reconoció la inestabilidad política en Somalia como una de las causas subyacentes del problema de la piratería. En consecuencia se requirió a la comunidad internacional a luchar tanto contra los actos piráticos como contra dichas causas subyacentes. En ese sentido se instó a apoyar al Gobierno Transicional de Somalia en la mejora de la gobernanza, la imposición del Estado de derecho y el desarrollo económico del país. De igual modo se alentó a cooperar con Somalia en materia de seguridad para que pudiera fortalecer el servicio guardacostas nacional.